# Opóźnienie (prawo)
Opóźnienie – każde niewykonanie we właściwym czasie zobowiązania przez dłużnika. Nieistotne są przyczyny powstania opóźnienia, albowiem stan ten ma charakter obiektywny i zachodzi zawsze, gdy dłużnik z dowolnych powodów nie spełnia świadczenia w terminie, do którego był obowiązany, a jeżeli termin nie był oznaczony, gdy nie spełnia świadczenia niezwłocznie po wezwaniu przez wierzyciela.
Jeżeli opóźnienie dłużnika jest następstwem okoliczności, za które według treści zobowiązania ponosi odpowiedzialność, to wówczas zachodzi kwalifikowana postać opóźnienia – zwłoka.
Samo opóźnienie z reguły nie ma większego znaczenia w stosunku zobowiązaniowym. Jedynym, ale istotnym wyjątkiem są skutki opóźnienia dłużnika w spełnieniu świadczenia pieniężnego. Brak świadczenia w terminie sumy pieniężnej powoduje konieczność wypłaty wierzycielowi odsetek ustawowych od sumy dłużnej za każdy dzień opóźnienia. Obowiązek ten powstaje nawet wtedy, gdy dłużnik opóźnia się w spełnieniu świadczenia z przyczyn leżących po stronie wierzyciela, który np. odmawia przyjęcia świadczenia. Wówczas sposobem na usunięcie stanu opóźnienia jest świadczenie do depozytu sądowego.